# Penitentiaire Inrichting Wolvenplein

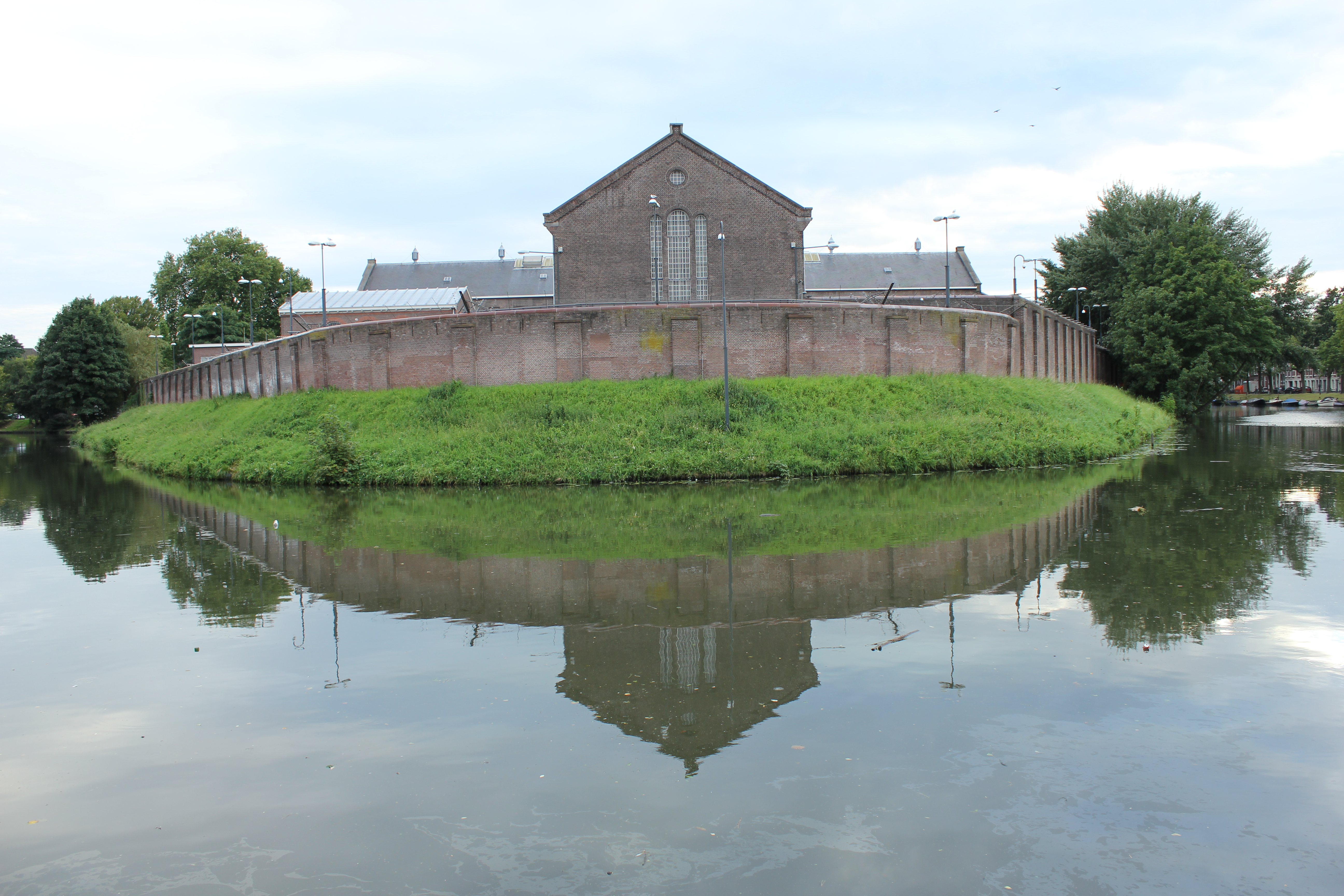
P.I. Wolvenplein aan de Wittevrouwensingel.

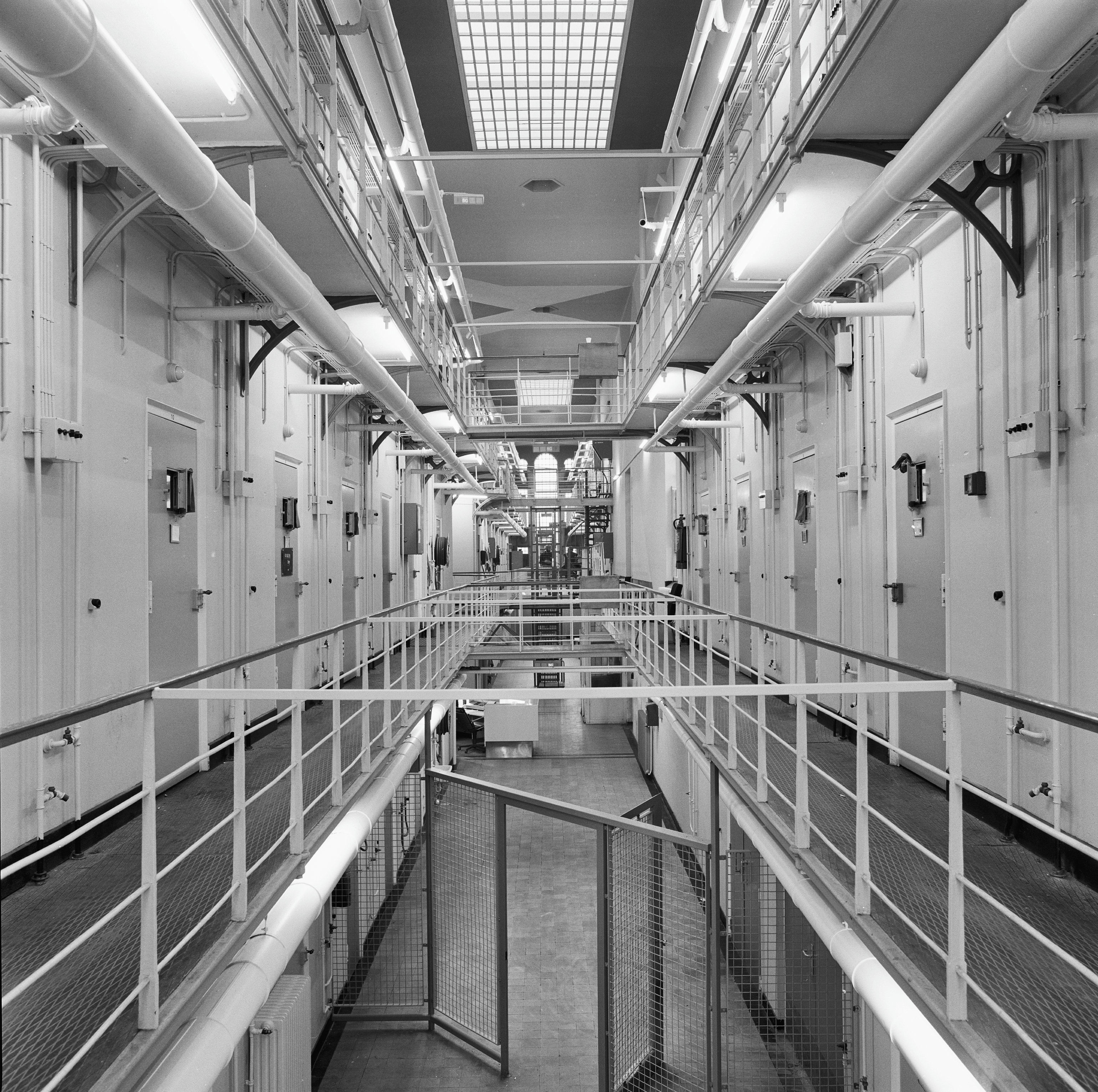
De lange gevangenisvleugels naar Het Vlak in 1989.

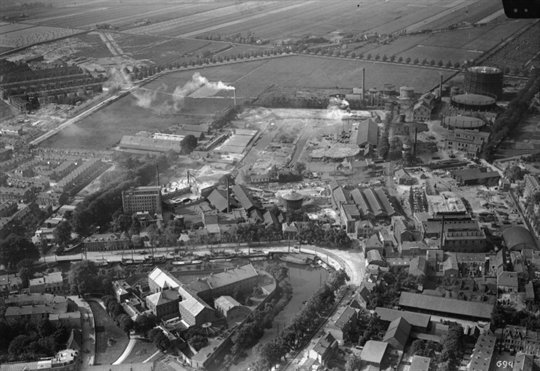
Gevangenis aan het Wolvenplein linksonder in een foto uit 1923.

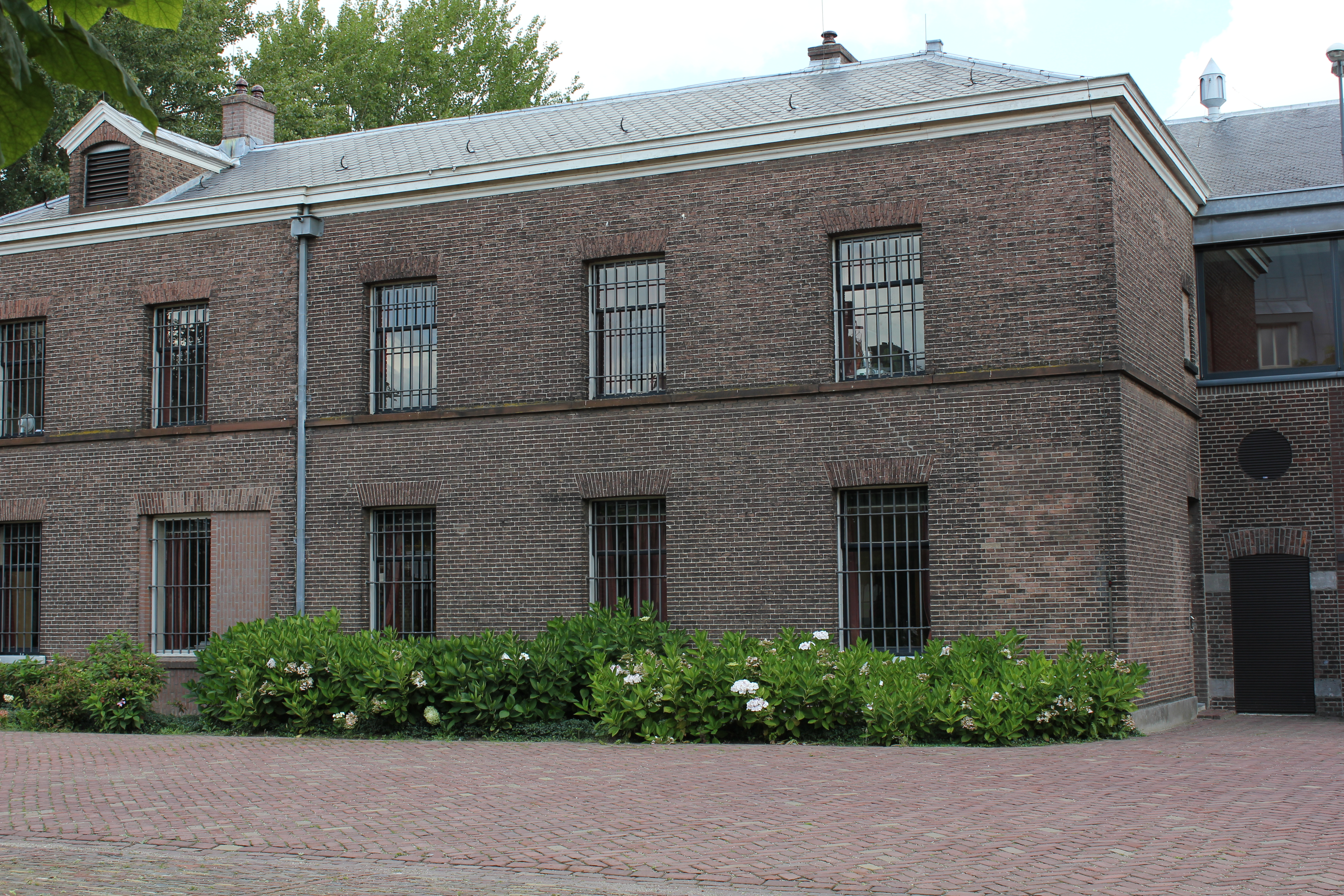
Dienstwoning verbonden aan het complex.

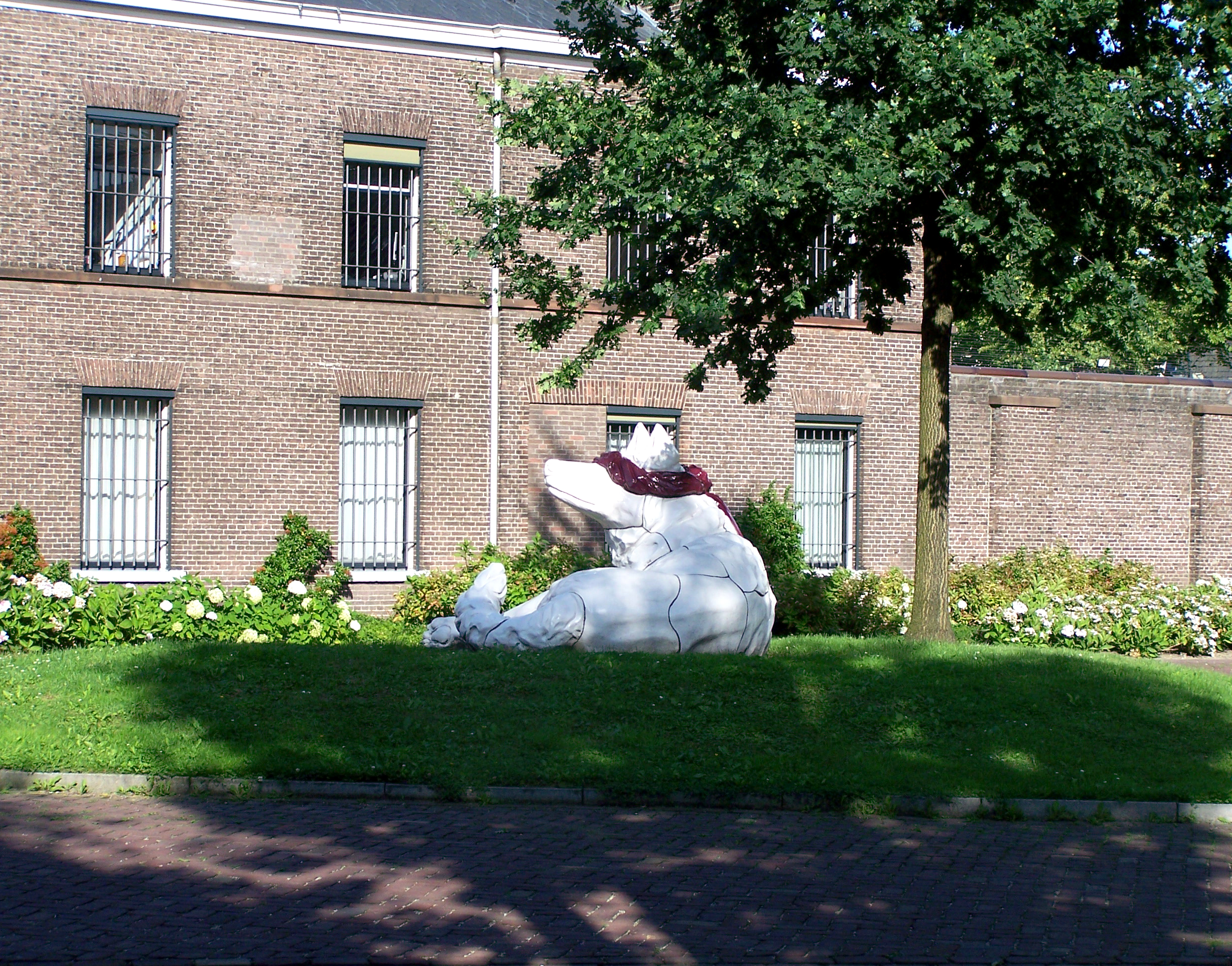
Symbolisch kunstwerk De wolvin en de eik van Suzanne Willems naast de P.I. Wolvenplein.

De Penitentiaire Inrichting Wolvenplein is een uit 1856 daterende gevangenis in het centrum van de Nederlandse stad Utrecht. Tot de sluiting in 2014 was het de oudste cellulaire gevangenis van Nederland die nog als penitentiaire inrichting in gebruik was.

## Geschiedenis
In de voorgeschiedenis van deze gevangenis werden in Utrecht gevangenen onder meer opgesloten in diverse stadspoorten en verdedigingstorens zoals de Tolsteegpoorten en Plompetoren. In 1810 werd Nederland deel van het Franse Rijk en werd de Franse wetgeving van toepassing. De Code Pénal, het Franse stafrecht, kende gevangenisstraf. Toen werd deze straf voor het eerst toegepast in Nederland. Alleen had het land geen strafgevangenissen. Utrecht had wel een tuchthuis, dat tot ver in de 19e eeuw dienst ging doen als Huis van Bewaring, opsluiting tot berechting. Na 1810 zaten vele veroordeelden hun straf uit in landelijke gevangenissen, zoals het kasteel van Woerden voor mannen en het kasteel van Montfoort voor vrouwen. Geslapen werd er in slaapzalen, gewerkt in werkzalen. Oude gebouwen die geschikt gemaakt werden als strafgevangenis. Het verblijf in groepen was door orde- en zedeloosheid in de loop van de 19e eeuw maatschappelijk niet meer acceptabel. Een antwoord daarop was de cellulaire opsluiting: eenzame opsluiting volgens het Pensyllvanisch systeem. Als criminaliteit besmettelijk was, zou eenzame opsluiting dat tussen gevangenen gaan voorkomen.
In Nederland leidde dat in 1850 in Amsterdam tot de opening van de eerste cellulaire gevangenis, zes jaar later gevolgd door een tweede in Utrecht. De locatie daarvan werd het niet meer in gebruik zijnde in de noordoosthoek van de stad gelegen aarden bolwerk Wolvenburg. De stadsverdediging van Utrecht, stadsmuren en bolwerken, waren sinds de aanleg van de Nieuwe Hollandse Waterlinie rond 1830 niet meer nodig. In 1852 werd het bolwerk door de stad verkocht aan het Rijk, de laatste bleef tot 2021 de eigenaar. In 1856 vond de officiële opening plaats en daarmee werd het tot in 2014 de oudste nog in gebruik zijnde cellulaire gevangenis in Nederland. Eenzame opsluiting was een uit Amerika overgewaaide gedachtegang dat door middel van isolatie misdadigers tot inkeer en 'genezing' kwamen.

### Gevangenis Wolvenburg
De Utrechtse gevangenis kreeg een kruisvormige plattegrond naar ontwerp van Isaäc Warnsinck en de ingenieur van Waterstaat J. Fijnje. Het cellenblok werd omsloten door een muur en een voorgevel met daarin woningen voor het personeel.
De gevangenis op Wolvenburg heeft een centrale hal (het vlak), van waaruit het toezicht plaatsvond op de drie vleugels waarin de gevangenen individueel in hun cel waren ondergebracht. Twee van de drie vleugels waren bestemd voor mannen (117 personen), de derde vleugel kende 19 cellen voor vrouwelijke gevangenen. Aan het eind van iedere drie verdiepingen hoge vleugel bevonden zich de luchtkooien. Alle cellen waren voorzien van stromend water, licht, verwarming en een w.c. De gevangenis had drie reinwaterkelders voor de opvang van hemelwater. De riolering loosde op de stadsbuitengracht. Buiten de individuele luchtkooi die een half uur per dag gebruikt kon worden, werd een gevangene de rest van de tijd in zijn cel gehouden. 
Op cel moest een gevangene arbeidstaken uitvoeren. Onderlinge contacten tussen gevangenen waren ten strengste verboden. Elke gevangene werd met zijn of haar nummer aangesproken. Om te verhinderen dat gevangenen elkaar konden zien, kregen ze bij de overbrenging naar de luchtkooi kappen over het hoofd. Het gevangenisterrein kreeg een ringmuur met hekwerk, een directiegebouw voor de portier en drie directieleden (strafgevangenis, vrouwengevangenis en militaire gevangenis) en nog twee dienstwoningen. De directeur was verplicht op het gevangenisterrein te wonen en mocht zonder toestemming van het bestuur van het gesticht (de regenten) het terrein niet verlaten.

### Uitbreiding in 1877
Inmiddels was de straat waaraan de gevangenis ligt voorzien van de naam Wolvenplein. In 1877 werd de gevangenis uitgebreid met een verlengde noordoostvleugel inclusief souterrain naar een ontwerp van architect J.F. Metzelaar. Hij was hoofdingenieur van de gevangenissen en gerechtsgebouwen bij het departement van justitie. Architect W. Metzelaar, de zoon volgde bij Justitie zijn vader op, ontwierp het in 1903 gerealiseerde kerkgebouw voor de gevangenen dat op het terrein staat. Tot die tijd werd de dienst op cel bijgewoond, op opeenvolgende uren stond een van de dubbele celdeuren op een kier. Zo werd ook het onderwijs ontvangen. Na dat jaar werden voortaan uitsluitend nog mannen in het Wolvenplein gevangengezet; de vrouwen werden overgeheveld naar de Gansstraat. 
In 1914 werd het gevangenisregime versoepeld. De periode van cellulaire opsluiting was inmiddels van het eerste half jaar van de straf verhoogd via een jaar naar maximaal vijf jaren conform het Wetboek van Strafrecht van 1886. Langer gestraften gingen naar een Rijkswerkinrichtingen, die waren weer op groepen ingericht. De gevolgen van de eenzame opsluiting, het bij gevangenen veroorzaken van mentale afwijkingen tot krankzinnigheid, waren pas in 1914 (politiek-) maatschappelijk niet meer acceptabel. Ook had de cellulaire opsluiting andere verwachtingen niet waargemaakt, de afschrikking en voorkoming van besmetting had de recidive niet teruggedrongen. In de cellulaire gevangenissen kwamen er grotere vertrekken waar gezamenlijke arbeid uitgevoerd kon worden. Het was afgelopen met het voorkomen van oogcontact tussen de gevangenen, maar onderling praten was niet toegestaan.

### Periode Tweede Wereldoorlog
Wegens cellenoverschot was gevangenis Wolvenplein vanaf 1929 enige tijd gesloten. Het Willem Pompe Instituut, destijds nog het Criminologisch Instituut geheten, vestigde zich er in 1934. Ook het Melk Controle Centrum vond er onderdak en een afdeling van de Universiteitsbibliotheek. Rond 1939 werd de gevangenis gemoderniseerd om het weer in gebruik te kunnen nemen. De cellen kregen grotere getraliede ramen met overigens ondoorzichtig glas. Met het uitbreken van de Tweede Wereldoorlog annexeerde de Duitse bezetter het complex en nam het vanaf 1942 in gebruik als Deutsche Untersuchungs- und Strafgefängnis. In het Nederlands te vertalen als Huis van Bewaring. De functie was voor kort gestraften, in hechtenis genomen verdachten, tijdelijke locatie voor gedetineerden op transport en voor berechting in Utrecht overgebrachte personen. De Rechtbank op de Hamburgerstraat kreeg een voor Nederland speciale kamer voor berechting van door de politie opgepakte zwarthandelaren, verspreiders van verboden lectuur, betrapten op het bezit van een radio et cetera. Daardoor verbleven vele uit het hele land afkomstige gedetineerden voor enkele weken tot maanden in deze gevangenis die in perioden meer dan 450 gedetineerden had op de 180 cellen. 
Op 6 mei 1945 werden meer dan 170 gevangenen bevrijd, zij hadden in de oorlogstijd niet met de bezetter of NSB geheuld. Anderen bleven opgesloten en meer dan 100 leden van de NSB namen de vrije plaatsen in. Van de bevrijde gevangenen zijn meer verhalen over het gevangenisleven bekend. Tot die tijd en ook daarna liepen bijna alle gevangenen niet te koop met hun belevenissen in de gevangenis. Verhalen werden bekend over de 'goede' en de 'slechte' bewaarders. Goede bewaarders waren bereid om het thuisfront op de hoogte te stellen van de aanwezigheid op Wolvenplein en brachten ook andere berichten over. Overigens hebben al die jaren voor de Tweede Wereldoorlog en ook de jaren erna bewaarders dergelijke diensten verleend.

## Van Huis van Bewaring naar Penitentiaire Inrichting
In 1949 werd de strafgevangenis een Huis van Bewaring. In een Huis van Bewaring worden verdachten opgesloten tot hun berechting en zitten veroordeelden tot een korte vrijheidsstraf hun veroordeling uit. De laatsten kwamen ook wel alleen weekenden om de straf niet hun normale leven te veel te laten verstoren. De kerkdienst werd niet meer verplicht en er kwam een recreatie-avond per week voor de gedetineerden. Het hanteren van de bullenpees door bewaarders werd in Nederland in 1949 uit het strafreglement gehaald en het spreekverbod voor gedetineerden werd opgeheven. En dat was wennen voor veel bewaarders, praten met gedetineerden! In de jaren 1970 kwamen er met een gymzaal meer mogelijkheden voor sport en daarbij een modernere voorziening voor het douchen. 
In de jaren 1980 versoepelde het strafregiem aanzienlijk. De verandering naar een Penitentiaire Inrichting (P.I.) betekende een verandering naar een regiem voor groepen, minisamenlevingen met anderen. De functie van bewaarder ontwikkelde zich tot penitentiair inrichtingswerker (P.I.W.-er). Een meer normale menselijke omgang werd de norm tussen gevangenen en personeel. Met het accent op begeleiding in plaats van controle en naast plichten ook rechten voor gedetineerden: dragen van eigen kleding, bezoek, 15 minuten per dag bellen, TV op cel, tweemaal een half uur luchten, onderwijs e.d.. In de gebouwen kwamen toiletten en doucheruimten per afdeling, huiskamers voor de gevangenen en lokalen voor vakonderwijs. In de huiskamers was een keukengedeelte aanwezig om zelf, eens per week, een maaltijd samen te stellen met uit het gevangeniswinkeltje gekochte ingrediënten. De drugsgerelateerde criminaliteit kwam ook de gevangenis in: met detox kuren na binnenkomst, draaideurcriminelen en meer onberekenbare mannen. De P.I.W.-er leerde daar mee om te gaan. Het toegenomen onveiligheidsgevoel van onze samenleving zorgde intussen wel voor extra signaal- en stroomdraad op de gevangenismuren, cameratoezicht en het omhakken van de in de zichtlijn staande bomen rond de gevangenis.  
Het gevangenisgebouw bleek niet geschikt als Penitentiaire Inrichting, het was met zijn vleugels te open en dat gaf te veel lawaai. In het jaar 2000 vond een grote renovatie plaats en werd het gevangeniscomplex na een lange procedure van tien jaar een rijksmonument. Architect Marc van Roosmalen werkte in dienst van de Rijksgebouwendienst het ontwerp uit. Nieuwe veiligheidseisen en wensen van Justitie veroorzaakten concessies aan het monumentale karakter van de gevangenis. De tot dan open vleugels zijn gedeeltelijk met veiligheidsglas afgescheiden om compartimentering mogelijk te maken. Alle cellen kregen een groot doorzichtig raam van geïsoleerd veiligheidsglas, gevangenen konden voor het eerst vrij naar buiten kijken. Alle installaties werden vernieuwd en uitgebreid met het nieuwste cameratoezicht en elektronische sloten. In deze P.I., nog steeds Huis van Bewaring, kwam een apart gedeelte voor de uitvoering van een tweejarige maatregel voor veelplegers, eerst S.O.V. maatregel (Strafrechtelijke Opvang voor Verslaafden) geheten en later I.S.D. maatregel (Inrichting Stelselmatige Daders). Voor de Dienst Justitiële Inrichtingen werkten er in 2012 ongeveer 120 medewerkers en er konden 124 mensen worden gedetineerd.

## Sluiting
De criminaliteit in Nederland is de laatste tien jaren gedaald. Dat komt niet door het beleid van meer gevangenen op cel (in 2012 met een stapelbed), controle via enkelbanden en alternatieve straffen. Er worden bij de politie minder aangiftes gedaan met als gevolg minder veroordelingen. De sluiting van deze gevangenis vloeide voort uit een besluit van het kabinet in 2013. De kleine gevangenis Wolvenplein werd inefficiënt bevonden en afgeschreven, net als alle andere vooroorlogse gevangenissen. In juni 2014 zijn de laatste gevangenen overgebracht naar elders. Een lokaal initiatief, Stadsdorp Wolvenburg, zet zich in voor herbestemming van het bolwerk, passen bij de stad en bij de buurt. Sinds april 2015 tot heden is de voormalige P.I. Wolvenplein in gebruik voor tijdelijke bestemmingen. Mensen hebben er een werkplek, bedrijven houden er conferenties of anderen houden er hun verenigingsvergadering of uitvoering en elke eerste zaterdag van de maand en voor groepen zijn er rondleidingen over het gevangeniswezen. 
Eigenaar het Rijk heeft samen met de gemeente een Visie opgesteld voor wat er met de locatie mag gebeuren. Deze visie voor een multifunctionele invulling inclusief wonen is in 2020 door de gemeenteraad goedgekeurd. Daarna heeft het Rijk het gebouw in 2021 verkocht. Projectontwikkelaar AM gaat de functie wonen ontwikkelen en investeerders Levenslang CV willen het voormalige cellencomplex ombouwen naar werkplekken en een hotel met horeca. Een definitieve herbestemming kan nog enige jaren op zich laten wachten. Verwacht wordt dat met een bestemmingsplanwijziging  in 2025 de ombouw in 2026/2027 mogelijk wordt.

## Gevangenen
Bekende/ beruchte mensen die hier vast hebben gezeten waren onder meer:
- Ferdinand Domela Nieuwenhuis, in 1887 zeven maanden vastgezet wegens majesteitsschennis.
- Gerrit Kouwenaar, in de bezettingstijd wegens de verspreiding van het communistische blad De Waarheid
- Cornelis van Ravenswaay, NSB-burgemeester van Utrecht van 1942 tot 1945, na de bevrijding.
- Gerrit de Stotteraar, een beruchte kruimeldief in Utrecht en omstreken en vaker ontsnapt, ontsnapte in 1949 uit deze gevangenis
- Simon Vinkenoog, in 1965 zes weken wegens 0,16 gram marihuanabezit, schreef tijdens zijn verblijf het dagboek Tegen de Wet, inclusief zijn gebruik van LSD in de gevangenis
- Gerrit Achterberg, zat in 1938 enkele maanden opgesloten in het Huis van Bewaring te Utrecht (was toen Gansstraat) nadat hij zijn hospita had vermoord.[3]
- Herman Brood wegens bezit van drugs.
- Peter La Serpe beruchte crimineel en getuige voor Justitie.